# ۲۵۷ (قمری)
۲۵۷ (قمری)، دویست و پنجاه و هفتمین سال در گاهشماری هجری قمری است. اول محرم این سال برابر با سوم دسامبر سال ۸۷۰ میلادی است.